# زجاج مكسور
زجاج مكسور (بالإنجليزية: Broken Glass)‏ هي أغنية تم تسجيلها بواسطة المغنية الأمريكية ومؤلفة الأغاني ريتشل بلاتن، والتي تم إصدارها من قبل كولومبيا للتسجيلات في 18 أغسطس 2017 
.